# Episodi di Vikki cuori in pista
La prima e unica stagione della telenovela Vikki cuori in pista è andata in onda originariamente dal 31 luglio 2017 su Nickelodeon.
In italiano la stagione è andata in prima TV sul canale TeenNick. Dal 18 maggio 2020 va in onda su Nickelodeon con gli ultimi 20 episodi.
| nº | Titolo originale                 | Titolo Italiano                         | Prima TV originale | Prima TV Italia  |
| -- | -------------------------------- | --------------------------------------- | ------------------ | ---------------- |
| 1  | El Kart 299                      | Il Kart 299                             | 31 luglio 2017     | 25 dicembre 2017 |
| 2  | El Piloto Misterioso             | Il pilota misterioso (1ª parte)         | 1º agosto 2017     | 26 dicembre 2017 |
| 3  | El Piloto Misterioso             | Il pilota misterioso (2ª parte)         | 2 agosto 2017      | 27 dicembre 2017 |
| 4  | Victoria Un Piloto Peligroso     | Vikki in pericolo                       | 3 agosto 2017      | 28 dicembre 2017 |
| 5  | Chica Chatarra                   | La nuova cheerleader                    | 4 agosto 2017      | 29 dicembre 2017 |
| 6  | El Super Heroe de costa del este | Il super eroe di Costa del Este         | 7 agosto 2017      | 1º gennaio 2018  |
| 7  | El trofeo de Iker                | Il trofeo di Iker                       | 8 agosto 2017      | 2 gennaio 2018   |
| 8  | El castigo de Max                | La punizione di Max                     | 9 agosto 2017      | 3 gennaio 2018   |
| 9  | La fiesta de Rox                 | La festa di Rox                         | 10 agosto 2017     | 4 gennaio 2018   |
| 10 | Legrand                          | Legrand                                 | 11 agosto 2017     | 5 gennaio 2018   |
| 11 | Turbo vs Max                     | Turbo VS Max                            | 14 agosto 2017     | 8 gennaio 2018   |
| 12 | El mundo mágico de Kira          | La scoperta                             | 15 agosto 2017     | 9 gennaio 2018   |
| 13 | Licencia de conducir             | La licenza di guida in pista (1ª parte) | 16 agosto 2017     | 10 gennaio 2018  |
| 14 | Licencia de conducir             | La licenza di guida in pista (2ª parte) | 17 agosto 2017     | 11 gennaio 2018  |
| 15 | Tiempo en contra                 | Contro il tempo                         | 18 agosto 2017     | 12 gennaio 2018  |
| 16 | Contra el tiempo                 | La cena con Max                         | 21 agosto 2017     | 15 gennaio 2018  |
| 17 | Amor, Mentiras, y Resfriados     | L'orso                                  | 22 agosto 2017     | 16 gennaio 2018  |
| 18 | El Oso                           | I carri mascherati                      | 23 agosto 2017     | 17 gennaio 2018  |
| 19 | Novios                           | Scuse                                   | 24 agosto 2017     | 18 gennaio 2018  |
| 20 | Buscando a Max                   | Alla ricerca di Max                     | 25 agosto 2017     | 19 gennaio 2018  |
| 21 | Vikki escurridiza                | Le prove di qualificazione              | 28 agosto 2017     | 8 febbraio 2018  |
| 22 | El principio del fin             | Il baco del campione                    | 29 agosto 2017     | 8 febbraio 2018  |
| 23 | Kira al ataque                   | Kira all'attacco                        | 30 agosto 2017     | 8 febbraio 2018  |
| 24 | El rompimiento                   | Fuori pista                             | 31 agosto 2017     | 8 febbraio 2018  |
| 25 | Un plan pesado                   | Più distanti che mai                    | 1º settembre 2017  | 10 febbraio 2018 |
| 26 | Más lejos que nunca              | Un piano diabolico                      | 4 settembre 2017   | 10 febbraio 2018 |
| 27 | Bandera Roja                     | La rottura                              | 5 settembre 2017   | 10 febbraio 2018 |
| 28 | La prueba decisiva               | La prova decisiva                       | 6 settembre 2017   | 10 febbraio 2018 |
| 29 | Exposición                       | La mostra scolastica                    | 7 settembre 2017   | 12 febbraio 2018 |
| 30 | Tan lejos pero...tan cerca       | La bandiera rossa                       | 8 settembre 2017   | 12 febbraio 2018 |
| 31 | Sol, Mar y Caucho                | Sole, mare e corse                      | 11 settembre 2017  | 12 febbraio 2018 |
| 32 | Comunicación Intercortada        | Comunicazione interrotta                | 12 settembre 2017  | 12 febbraio 2018 |
| 33 | Final de fotografía              | Il fotofinish                           | 13 settembre 2017  | 12 febbraio 2018 |
| 34 | Iker y la Varicela               | Iker e la varicella                     | 14 settembre 2017  | 12 febbraio 2018 |
| 35 | Secretos Revelados               | Segreti rivelati                        | 15 settembre 2017  | 14 febbraio 2018 |
| 36 | Max llega tarde                  | La gelosia di Max                       | 18 settembre 2017  | 14 febbraio 2018 |
| 37 | ¡¿Francesca?!                    | Francesca?                              | 19 settembre 2017  | 14 febbraio 2018 |
| 38 | El Patrocinio                    | Lo sponsor                              | 20 settembre 2017  | 14 febbraio 2018 |
| 39 | @Margaritaparalchancho           | Margarita Paralchancho                  | 21 settembre 2017  | 14 febbraio 2018 |
| 40 | Matías al descubierto            | L'imbroglio                             | 22 settembre 2017  | 14 febbraio 2018 |
| 41 | Complot                          | Il complotto                            | 25 settembre 2017  | 18 maggio 2020   |
| 42 | ¿Novios otra vez?                | Il semestre all'estero                  | 26 settembre 2017  | 19 maggio 2020   |
| 43 | Castigo Planeado                 | Punizione premeditata                   | 27 settembre 2017  | 20 maggio 2020   |
| 44 | Cita a escondidas                | Appuntamento di nascosto                | 28 settembre 2017  | 21 maggio 2020   |
| 45 | Una Chispa                       | Una scintilla                           | 29 settembre 2017  | 22 maggio 2020   |
| 46 | Adiós Food Truck                 | Addui Food truck                        | 2 ottobre 2017     | 25 maggio 2020   |
| 47 | Unidos por el Food Truck         | Tutti insieme per Oliver                | 3 ottobre 2017     | 26 maggio 2020   |
| 48 | La piloto misteriosa             | La pilota misteriosa                    | 4 ottobre 2017     | 27 maggio 2020   |
| 49 | Plan de peluche                  | L'orsacchiotto gigante                  | 5 ottobre 2017     | 28 maggio 2020   |
| 50 | El nuevo viejo Pit               | Il nuovo Pit                            | 6 ottobre 2017     | 29 maggio 2020   |
| 51 | La despedida de Max              | La partenza di Max                      | 9 ottobre 2017     | 1º giugno 2020   |
| 52 | Vikki y Max descubiertos         | Vikki e Max allo scoperto               | 10 ottobre 2017    | 2 giugno 2020    |
| 53 | Despedida                        | L'addio                                 | 11 ottobre 2017    | 3 giugno 2020    |
| 54 | Mi primer día sin Max            | Il primo giorno senza Max               | 12 ottobre 2017    | 4 giugno 2020    |
| 55 | Para mi mamá                     | Per mia mamma                           | 13 ottobre 2017    | 5 giugno 2020    |
| 56 | Ni pesadilla ni sueño            | Niente incubi, niente sogni             | 16 ottobre 2017    | 8 giugno 2020    |
| 57 | Lo pasado, pasado                | Dimenticare il passato                  | 17 ottobre 2017    | 9 giugno 2020    |
| 58 | El Escondite                     | Il nascondiglio                         | 18 ottobre 2017    | 10 giugno 2020   |
| 59 | Vikki abandona el campeonato     | Vikki abbandona il campionato           | 19 ottobre 2017    | 11 giugno 2020   |
| 60 | Triunfa el amor                  | L'amore trionfa                         | 20 ottobre 2017    | 12 giugno 2020   |